# Iwanowka (rejon salski)
Iwanowka (ros. Ивановка) – wieś w Rosji, w obwodzie rostowskim, w rejonie salskim. W 2021 liczyła 1721 mieszkańców.